# ウィリー・アンバカ
ウィリー・アンバカ（Willy Ambaka、1990年5月14日 - ）は、ケニアのラグビーユニオン選手。

## プロフィール
- ケニア・ウンダニ出身[1]。
- ポジションはウィング(WTB)。
- 身長 194cm、体重 100kg
- ケニア代表キャップは5（2021年7月現在）。

## 略歴
2016年、リオ五輪の7人制ケニア代表に選ばれた。
そして2021年、東京五輪の7人制ケニア代表に選ばれた。